# Автошлях B34 (Німеччина)
Федеральний автошлях 34 (B34, нім. Bundesstraße 34)  — федеральна дорога Німеччини. Він пролягає від Базеля в Швейцарії до Бодман-Людвігсгафена на Боденському озері.
B34 починається на німецько-швейцарському кордоні "Hörnle" у Гренцах-Вілен і пролягає вздовж Високого Рейну через Райнфельден, Бад-Зеккінген та Вальдсгут-Тінген до Ерцінгена. Через розрив на національній території Швейцарії маршрут пролягає від прикордонного переходу Ерзінген/Тразадинген як головна дорога 13 до Шаффхаузена, а потім як швейцарський автобан А4 і головна дорога 15 до прикордонного переходу Тайнген/Бітінген. Після повторного перетину національного кордону B34 продовжує рух як федеральна автострада Німеччини через Готтмадінген, Зінген і Радольфцелль на Боденському озері до Бодман-Людвігсгафена. Там вона з'єднується з федеральною трасою B31.
Між Райнфельден і прикордонним переходом Ерзінген/Тразадинген і між прикордонним переходом Тайнген/Бітінген і розв’язкою Готтмадінген федеральної автостради A81, це ділянка європейського шляху E54 від Парижа до Мюнхена.